# Kalidurut
Kalidurut je bil kralj Makurije v 7. stoletju. Znan je predvsem po svojih zmagah proti Rašidunskemu kalifatu v prvi in drugi bitki pri Dongoli leta 642 oziroma 652.

## Vladanje
O Kalidurutu je znanega zelo malo. Njegova prva omemba prihaja iz arabskih virov. Po zmagi proti Abdalahu ibn Saadu v drugi bitki pri Dongoli je podpisal Bakt, mirovni sporazum med Makurijo in novimi muslimanskimi vladarji Egipta, ki je naslednjih 520 let urejal politične in gospodarske odnose Makurije s kalifati. Po podpisu sporazuma sta Kalidurut in njegov sin Zaharija obnovila med vojno uničeno stolnico v Dongoli. V mestu je zgradil tudi križno zgradbo v spomin na branilce Dongole. Mesto Dongola je pod njihovo vladavino doživljalo blaginjo.